# Life Is Peachy
Life Is Peachy är metalbandet Korns andra album, utgivet 1996.
Öppningsspåret på Life Is Peachy är en låt där Jonathan Davis har kastat om bokstäverna i vartenda ord så att det blir ett osammanhängande rappande. Skivan är ganska varierande, nästan lite kontroversiell. Den innehåller ganska konstiga låtar som "Porno Creep" och "K@#ø%!" som är en omskrivning för ordet cunt och innehåller alla svordomar Davis kunde komma på!
På skivan finns också låten "A.D.I.D.A.S." som är en förkortning på "All Day I Dream About Sex". Låten "Kill You" är en väldigt personlig låt från Davis sida och handlar om hans uppväxt med sin styvmamma som misshandlade honom både psykist och fysiskt.

## Låtlista
1. "Twist" - 0:49
2. "Chi" - 3:54
3. "Lost" - 2:55
4. "Swallow" - 3:38
5. "Porno Creep" - 2:01
6. "Good God" - 3:21
7. "Mr. Rogers" - 5:10
8. "K@#ø%!" - 3:02
9. "No Place to Hide" - 3:31
10. "Wicked" - 4:00
11. "A.D.I.D.A.S." - 2:32
12. "Lowrider" - 0:58
13. "Ass Itch" - 3:39
14. "Kill You" - 8:37